# Campionati europei di nuoto artistico 2025 - Squadra programma libero
La gara a squadre programma libero ai campionati europei di nuoto artistico 2025 si è svolta il 3 giugno 2025 presso il Penteada Olympic Swimming Pools Complex di Funchal. Hanno preso parte alla competizione 4 squadre nazionali

## Risultati
| Pos. | Atleti | Squadra   | DD     | EL       | AI       | Punti    | Pen |
| ---- | --- | --------- | ------ | -------- | -------- | -------- | --- |
|      | Cristina Arambula Casares Meritxell Ferre Gaset Marina Garcia Polo Dennis Gonzalez Boneu Alisa Ozhogina Ozhogin Paula Ramirez I Ibanez Sara Saldana Lopez Iris Tio Casas | Spagna    | 61.295 | 171.1647 | 148.9500 | 320.1147 |     |
|      | Valentina Bisi Beatrice Esegio Marta Iacoacci Alessia Macchi Sofia Mastroianni Susanna Pedotti Sophie Tabbiani Giulia Vernice                                            | Italia    | 62.913 | 146.0194 | 131.7000 | 277.7194 |     |
|      | Yogev Dagan Catherine Kunin Alexandra Lerman Noga Levy Lior Makmel Aya Mazor Shaya Sar Shalom Nechmad Yaara Sharabi                                                      | Israele   | 38.575 | 100.2710 | 123.5000 | 223.7710 |     |
| 4    | Nela Carvasova Matylda Jandova Karolina Jetmarova Nicole Jurakova Barbora Kalvodova Mariana Kudynova Silvia Majerova Daniela Markova                                     | Rep. Ceca | 37.250 | 88.4179  | 111.7500 | 200.1679 |     |